# Mark H. Dunnell

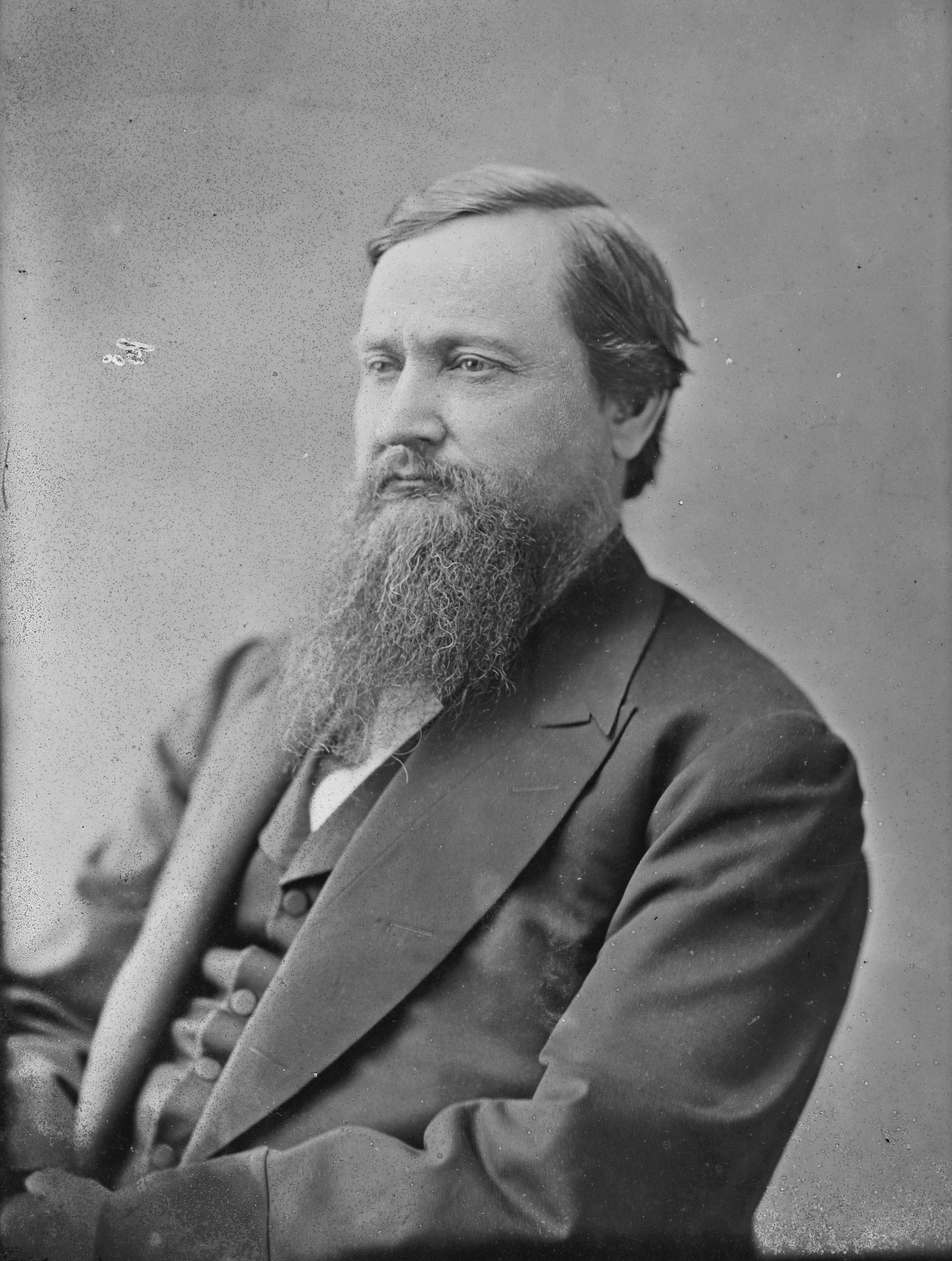
Mark H. Dunnell

Mark Hill Dunnell (* 2. Juli 1823 in Buxton, York County, Maine; † 9. August 1904 in Owatonna, Minnesota) war ein US-amerikanischer Politiker. Zwischen 1871 und 1891 vertrat er zweimal den Bundesstaat Minnesota im US-Repräsentantenhaus.

## Werdegang
Nach der Grundschule studierte Mark Dunnell bis 1849 am Waterville College, dem heutigen Colby College. Danach war er fünf Jahre lang als Lehrer in Maine tätig. Im Jahr 1854 wurde er Abgeordneter im Repräsentantenhaus von Maine; ein Jahr später gehörte er dem Staatssenat an. Im Jahr 1855 sowie von 1857 bis 1859 war er als Superintendent mit der Aufsicht über die öffentlichen Schulen des Staates Maine beauftragt.
Dunnell schloss sich der 1854 gegründeten Republikanischen Partei an und war 1856 Delegierter zu deren erster Republican National Convention, auf der John Charles Frémont als Präsidentschaftskandidat nominiert wurde. Nach einem Jurastudium und seiner im Jahr 1856 erfolgten Zulassung als Rechtsanwalt begann er in Portland in seinem neuen Beruf zu arbeiten. Während der ersten Monate des Bürgerkrieges war er Offizier in der Armee der Union. Bereits im August 1861 quittierte er den Militärdienst. Von 1861 bis 1862 war er amerikanischer Konsul in Veracruz (Mexiko).
Im Jahr 1865 zog Dunnell nach Minnesota. Dort ließ er sich zunächst in Winona und ab 1867 in Owatonna nieder. In seiner neuen Heimat setzte er seine politische Laufbahn fort. Im Jahr 1867 wurde er in das Repräsentantenhaus von Minnesota gewählt. Von 1867 bis 1870 war er auch in Minnesota mit der Aufsicht über die staatlichen Schulen betraut. Bei den Kongresswahlen des Jahres 1870 wurde er im ersten Wahlbezirk von Minnesota in das US-Repräsentantenhaus in Washington, D.C. gewählt, wo er am 4. März 1871 die Nachfolge von Morton S. Wilkinson antrat. Nach fünf Bestätigungen konnte er bis zum 3. März 1883 sechs zusammenhängende Legislaturperioden im Kongress absolvieren. Zwischenzeitlich bewarb er sich erfolglos um die Wahl als Speaker dieser Kammer.
1882 verzichtete er auf eine erneute Kandidatur. Stattdessen kandidierte er erfolglos für einen Sitz im US-Senat. Bei den Wahlen des Jahres 1888 schaffte Dunnell den Wiedereinzug in den Kongress. Dort löste er am 4. März 1889 Thomas Wilson ab. Da er im Jahr 1890 nicht wiedergewählt wurde, konnte er bis zum 3. März 1891 nur eine weitere Legislaturperiode im US-Repräsentantenhaus verbringen. Im Jahr 1904 war Dunnell noch einmal Delegierter zum Bundesparteitag der Republikaner, auf dem Präsident Theodore Roosevelt für eine zweite Amtszeit nominiert wurde. Dunnell war Mitbegründer und Kurator der Pillbury Academy. Er starb am 9. August 1904 in Owatonna.